# 10 Dywizjon Artylerii Przeciwpancernej
10 dywizjon artylerii przeciwpancernej (10 dappanc) – pododdział artylerii przeciwpancernej ludowego Wojska Polskiego.

## Formowanie i zmiany organizacyjne
Na podstawie rozkazu Nr 0288/Org. Naczelnego Dowódcy WP z 15 października 1945 roku, w składzie 7 Dywizji Piechoty, został rozformowany 10 dywizjon artylerii samochodowej. W jego miejsce, na bazie zlikwidowanej 4 BAPpanc, został sformowany 10 dywizjon artylerii zmotoryzowanej. Kilka miesięcy później, na podstawie rozkazu Nr 046/Org. Naczelnego Dowódcy WP z 27 lutego 1946 roku, jednostka została przeformowana w 10 dywizjon artylerii przeciwpancernej. W 1956 roku jednostka została przeformowana w 2 dywizjon artylerii rakietowej, a w 1966 roku w 2 dywizjon rakiet taktycznych. Jednostka stacjonowała w garnizonie Tarnowskie Góry, a później w Koźlu.

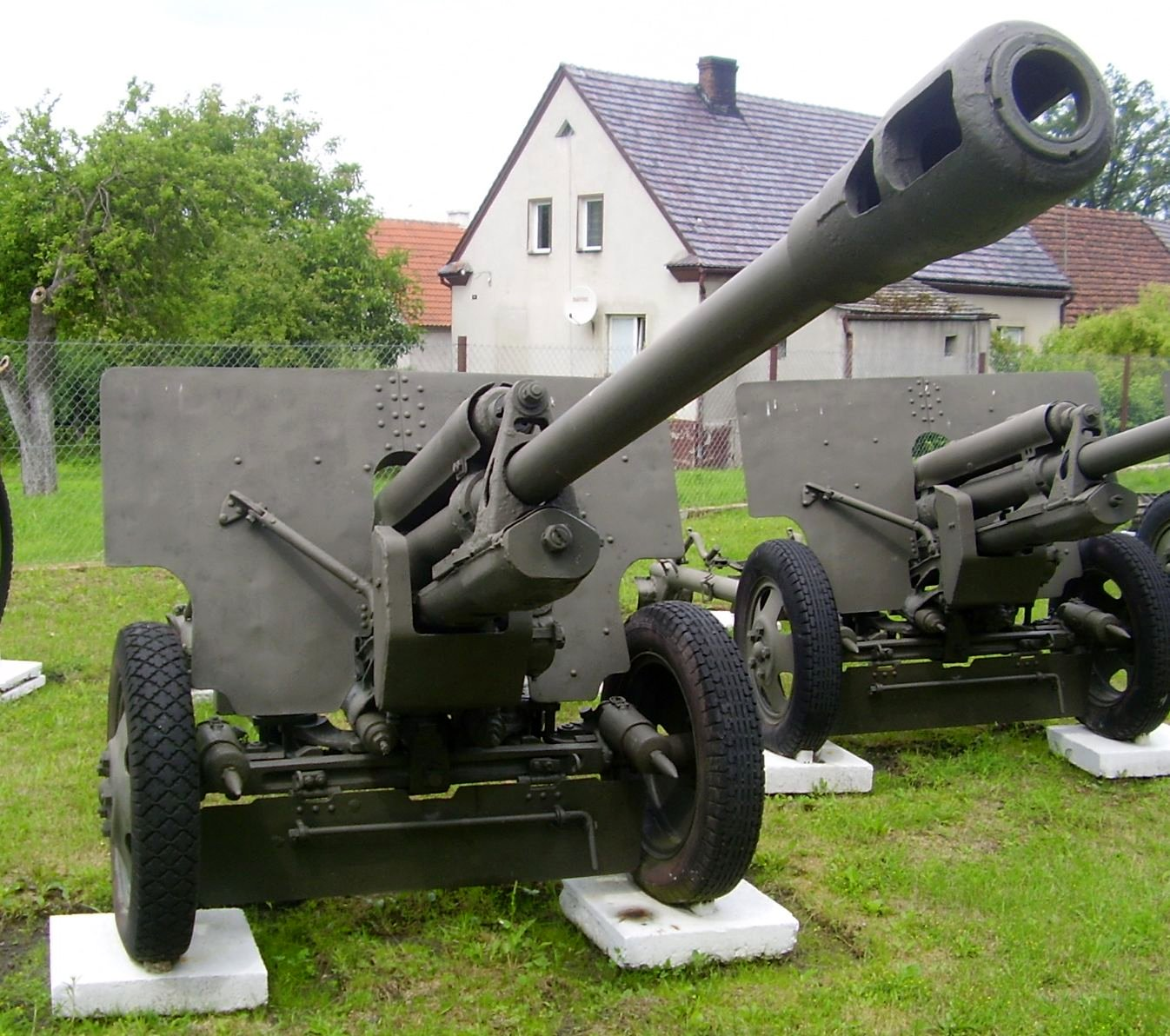
76 mm armata wz. 1942 (ZiS-3)

## Struktura organizacyjna
Dowództwo i sztab
- pluton dowodzenia
- trzy baterie armat przeciwpancernych
  - dwa plutony ogniowe po 2 działony

Razem według etatu 2/79 w 1949: 164 żołnierzy i 12 armat 76 mm ZiS-3